# Pasquale Cordopatri
Pasquale Cordopatri (Monteleone di Calabria, 4 maggio 1842 – Monteleone di Calabria, 24 maggio 1921) è stato un politico italiano.

## Biografia
Figlio del barone Francesco Pasquale e della baronessa Rachele Fabiani, fu senatore del Regno d'Italia nella XVII legislatura. Ricoprì la carica di sindaco di Monteleone di Calabria dal marzo 1870 al dicembre 1872 e dall'ottobre 1898 al dicembre 1904. Coniugato con Francesca dei marchesi Bisogni, ebbe cinque figli: Rachele, Francesco, Cesare, Pasqualina ed Eugenia.